# Ectoedemia agrimoniae
Ectoedemia agrimoniae là một loài bướm đêm thuộc họ Nepticulidae. Nó được tìm thấy ở Fennoscandia to Pyrenees, Ý và Hy Lạp, và from Đảo Anh to Ukraina.
Sải cánh dài 4-6.4 mm. Con trưởng thành bay từ tháng 5 đến tháng 7. Có một lứa một năm.
Ấu trùng ăn Agrimonia eupatoria và Aremonia agrimonioides. Chúng ăn lá nơi chúng làm tổ. 